# Fundació Hospital Sant Pere Claver
Fundació Hospital Sant Pere Claver és una fundació amb llarga tradició assistencial i mèdica, creada a Barcelona per la Companyia de Jesús el 1948. La particular filosofia de vida i l'escala de valors de l'entitat n'han determinat la manera de treballar dels professionals i el tracte als usuaris.
La seva tasca en els barris del Poble Sec i de Sants, en els quals ha prestat serveis d'atenció en salut mental, ha estat capdavantera, i la Fundació sempre ha
donat resposta a les demandes socials identificables amb situacions de marginalitat social o de mancances de serveis a col·lectius, que han de ser ateses
fora del sistema públic. La Fundació s'ha convertit en un referent de salut en el seu entorn més immediat.
La Fundació Hospital Sant Pere Claver dirigeix els següents centres del districte:
- Centre de Salut Mental d'Adults de Montjuïc
- Centre de Salut Mental d'Adults de Sants
- Centre de Salut Mental Infantil i Juvenil de Sants-Montjuïc,

així com programes assistencials de tractaments específics adreçats tant a la població infantil i juvenil com a la població adulta. El 2002 va crear el primer hospital de dia de Barcelona, que acull adolescents amb trastorns mentals i que permet atendre els joves sense que perdin els vincles familiars i socials. Per aquest motiu el 2005 va rebre la Medalla d'Honor de Barcelona.